# Brazylia na Letnich Igrzyskach Olimpijskich 2004
Brazylię na Letnich Igrzyskach Olimpijskich 2004 reprezentowało 243 zawodników, 124 mężczyzn i 119 kobiety.

## Zdobyte medale
| Medal | Zawodnik | Dyscyplina        | Konkurencja         |
| ----- | --- | ----------------- | ------------------- |
|       | Rodrigo Pessoa | Jeździectwo       | Skoki indywidualnie |
|       | Robert Scheidt | Żeglarstwo        | Klasa Laser         |
|       | Torben Grael, Marcelo Ferreira | Żeglarstwo        | Klasa Star          |
|       | Ricardo Santos, Emanuel Rego | Siatkówka plażowa | Turniej mężczyzn    |
|       | Gilberto Godoy Filho, Sérgio Dutra Santos, Nalbert Tavares Bitencourt, Gustavo Endres, Ricardo Garcia, Dante Guimarães Amaral, Giovane Gávio, André Heller, Maurício Lima, André Luiz da Silva Nascimento, Anderson Rodrigues, Rodrigo Santana                                                                          | Siatkówka halowa  | Turniej mężczyzn    |
|       | Andréia Suntaque, Mônica de Paula, Tânia Ribeiro, Juliana Cabral, Miraildes Maciel Mota, Daniela Lima, Delma Gonçalves, Marta Vieira da Silva, Rosana Augusto, Cristiane Silva, Elaine Moura, Marlisa Wahlbrink, Grazielle Nascimento, Renata Costa, Aline Pellegrino, Andréia dos Santos, Roseli de Belo, Dayane Rocha | Piłka nożna       | Turniej kobiet      |
|       | Adriana Behar, Shelda Bede | Siatkówka plażowa | Turniej kobiet      |
|       | Vanderlei Cordeiro de Lima | Lekkoatletyka     | Maraton             |
|       | Leandro Guilheiro | Judo              | Kategoria do 73 kg  |
|       | Flávio Canto | Judo              | Kategoria do 81 kg  |